# Pontevedra (pokrajina)
Pontevedra je španjolska provincija na sjeverozapadu zemlje, na zapadu autonomne zajednice Galicije.
U pokrajini živi 950.919 stanovnika (1. siječnja 2014.), a prostire se na 4.495 km². Glavni grad pokrajine je Pontevedra, a najnaseljeniji grad je Vigo. Službeni su jezici španjolski i galješki.